# 카노두더지
카노두더지(Mogera kanoana)는 두더지과에 속하는 포유류의 일종이다. 대만의 토착종으로 고산 지대에서 서식하고 저지대 해안가에서도 발견된다. 학명은 1940년대에 이 종을 처음 기록한 일본인 박물학자 타다오 카노의 이름을 따서 지었다. 2004년, 일본과 대만의 생물학자들이 여러 점의 표본을 발견하여 이 종의 존재를 확인했다.